# Suffocation
Suffocation — американський дез-метал-гурт із Лонг-Айленда, Нью-Йорк, заснований 1989 року. Наряду з такими гуртами як Cannibal Corpse, Immolation, Morbid Angel, Nile, Obituary, Deeds of Flesh, Deicide, Dying Fetus та Incantation, Suffocation вважається одним із найвпливовіших колективів жанру та піонером технічного дез-металу.

## Музичний стиль
Suffocation один із найперших гуртів, що вплинули на сьогоднішнє звучання дез-металу. Стиль гурту формувався під впливом ґрайндкору, колектив використовує низький гортанний вокал, швидкі та складні гітарні риффи у досить низьких гітарних ладах та технічними партіями ударних.

## Учасники

### Теперішні учасники
- Терренс Хоббс — соло-гітара (1989—1998, 2002—дотепер)
- Чарлі Ерріґо — ритм-гітара (2016—дотепер)
- Дерек Бойер — бас-гітара (2004—дотепер)
- Ерік Моротті — ударні (2016—дотепер)
- Рікі Майерс — вокал (2019—дотепер)

### Колишні учасники
Гітаристи
- Дуг Серріто — гітара (1989—1998)
- Гай Марчайс — гітара (1988—1990, 2003—2016)

Бас-гітаристи
- Джош Берон — бас-гітара (1989—1991)
- Крис Річардс — бас-гітара (1991—1998)

Ударники
- Дуг Бон — ударні (1994—1997)
- Майк Сміт — ударні (1989—1994, 2002—2012)
- Дейв Кулросс — ударні (1996—1998, 2012—2014)
- Кевін Тейлі — ударні (2014—2016)

Вокалісти
- Френк Муллен — вокал (1989—1998, 2002—2018)